# Stiftung Hospital Neuhausen zu Horchheim
Die Stiftung Hospital Neuhausen zu Horchheim ist eine Stiftung bürgerlichen Rechts mit Sitz im Wormser Stadtteil Horchheim. Die 1729 durch Bischof Franz Ludwig von Pfalz-Neuburg gegründete Stiftung war ursprünglich Träger eines Hospitals für Waisenkinder in Neuhausen. Heute unterstützt sie hilfsbedürftige Menschen in elf linksrheinischen Orten des ehemaligen Bistums Worms.

## Geschichte
Der Wormser Bischof Franz Ludwig von Pfalz-Neuburg gründete am 24. August 1729 ein Hospital für unbemittelte Waisenkinder, in der Rechtsform einer kirchlichen Stiftung. Ausgestattet wurde es mit Grundstücken und Geldmitteln aus dem Besitz des Hochstifts Worms, insbesondere dem ehemaligen Cyriakusstift in Neuhausen, und aus dem Privatvermögen des Bischofs. 1730 erwarb der Bischof aus seinem eigenen Vermögen das Hofgut und ehemalige Kloster Liebenau für 12.000 Gulden und beauftragte Anselm Franz von Ritter zu Groenesteyn mit dem Bau der Hospitalgebäude. Vor seinem Tod 1732 vermachte Bischof Franz Ludwig von Pfalz-Neuburg einen wesentlichen Teil seines Vermögens der Hospitalstiftung, um die Fertigstellung der Gebäude voranzutreiben. Wegen Kompetenzstreitigkeiten mit dem Wormser Domkapitel konnten aber erst 1749 die ersten Waisenkinder aufgenommen werden.
Hauptzweck der Stiftung war die Unterstützung von Waisenkindern. In der Regel wurden jährlich zwölf Kinder, je sechs Jungen und Mädchen, aufgenommen. Nach dem Schulbesuch wurden die Jungen mit vierzehn Jahren in eine Lehre vermittelt, während der die Stiftung das Lehrgeld und die Verpflegungskosten übernahm. Für die Mädchen wurde von der Stiftung eine Anstellung gesucht. Daneben wurden Witwen mit Kindern und arbeitsunfähige und gebrechliche Menschen ständig versorgt. Von akuten Notlagen wie Missernten Betroffene erhielten Darlehen aus dem Stiftungsvermögen. 
1778 wurde das Spital Neuhausen mit dem Spital in Dirmstein vereinigt; die Waisenkinder wurden nach Dirmstein überstellt. Das Neuhauser Spitalgebäude wurden zu einem Emeriten- und Korrigendenhaus umgebaut. 1789 wurde das Hospital gänzlich aufgelöst, die Kinder wurden anderweitig untergebracht. Von 1773 bis 1797 war Gottfried Neumayer, Vater des Generals Maximilian Georg Joseph Neumayer, Verwalter der Hospitalstiftung, im Auftrag des Bistums Worms.  
Im ersten Koalitionskrieg wurden die Gebäude des Hospitals zerstört. Nach der dauerhaften französischen Besetzung des Rheinlands wurde 1798 aus dem Vermögen des Hospitals Neuhausen ein staatliches Hospital eingerichtet, das mit den anderen Hospitälern im Kanton Pfeddersheim zusammengeschlossen wurde. Erneut selbständig wurde es 1801 durch eine Verordnung des Speyerer Unterpräfekten, die den Namen „Hospital Neuhausen“ und den Verwaltungssitz Horchheim festlegte. Die Verordnung stellte auch die vierzehn Orte des ehemaligen Hochstifts Worms fest, deren bedürftigen Einwohner von der Stiftung unterstützt werden durften: Beindersheim, Bobenheim, Dirmstein, Hettenheim und Leidelheim (ab 1828: Hettenleidelheim), Horchheim, Laumersheim, Mörsch, Neuhausen, Neuleiningen, Rheindürkheim, Roxheim, Weinsheim und Wiesoppenheim. Aus diesem Verband schied Neuhausen 1898 mit der Eingemeindung nach Worms aus; die Stadt Worms als Rechtsnachfolger der Gemeinde Neuhausen wurde mit Grundstücken aus dem Stiftungsvermögen abgefunden.
Die Archivalien der Stiftung befinden sich hauptsächlich im Stadtarchiv Worms; ein kleinerer Aktenbestand lagert im Hessischen Staatsarchiv Darmstadt.

## Organisation
Die Stiftung wird heute, nach dem Ausscheiden von Neuhausen und der Gemeindefusion von Bobenheim und Roxheim zu Bobenheim-Roxheim, von elf als „Mitgliedgemeinden“ bezeichneten Ortsgemeinden und Ortsteilen getragen. Geleitet wird sie von einer Verwaltungskommission, deren Vorsitzender ein Einwohner von Worms-Horchheim sein muss. Zweiter Vorsitzender ist immer der Bürgermeister oder ein Beigeordneter von Bobenheim-Roxheim als der bevölkerungsstärksten Gemeinde.
Jährlich vor Weihnachten weist die Verwaltungskommission den Mitgliedsgemeinden einen in der Satzung festgelegten Anteil an den Erträgen der Stiftung zu, die von diesen an Personen ausgezahlt werden, die Unterstützung nach dem SGB XII erhalten. Dabei sind vorrangig Waisen und Halbwaisen und erwerbsunfähige Personen zu bedenken. Sollten nach der Unterstützung dieser Gruppen noch Mittel übrig sein, können diese an karitative Einrichtungen ausgezahlt werden.
Das Stiftungsvermögen besteht hauptsächlich aus landwirtschaftlichen Flächen in zwanzig Gemeinden im linksrheinischen Gebiet des ehemaligen Bistums Worms.